# 桨叶属
桨叶属（Eretmophyllum Yokoyama,1889），是银杏类植物的一个营养叶的形态属，分布在侏罗纪到白垩纪的地层。
桨叶的叶柄较明显。叶呈狭舌形，不分裂，顶端钝圆。叶脉较粗，在基部两歧分叉。叶上下表皮具有气孔器，或仅下表皮具气孔器。